# Al Mojzel Club
Al Mojzel Club (arabsky: نادي المجزل السعودي) je saúdskoarabský fotbalový klub z města Al Majma'ah, který byl založen roku 1975. V současné době hraje třetí nejvyšší saúdskoarabskou ligu Saudi Second Division. Domácí zápasy hraje na King Salman Sport City Stadium s kapacitou 7 000 míst.